# Lou!
Lou! – francuska seria komiksowa, skierowana do dzieci i młodszych nastolatków autorstwa Juliena Neela, ukazująca się od 2004 nakładem wydawnictwa Glénat. Po polsku publikuje ją Egmont Polska.

## Fabuła
Seria opowiada o nastoletniej rezolutnej dziewczynce imieniem Lou, wychowywanej przez samotną matkę-powieściopisarkę, jej relacjach z przyjaciółką Miną i uczuciu, jakim darzy swego rówieśnika Tristana. Wraz z kolejnymi tomami bohaterka dorasta, zmienia się jej perspektywa i poważniejsze są poruszane problemy.

## Postacie
- Lou – tytułowa bohaterka. Jej imię to zdrobnienie od Louise. Blondynka z zawadiacką grzywką, początkowo mieszka sama z matką, od piątego tomu także z młodszym bratem. W pierwszym tomie ma ok. 11 lat, w ostatnim – 18. Podkochuje się w Tristanie, rówieśniku z sąsiedztwa. Jej najlepszą przyjaciółką jest Mina. Przygarnia kota, któremu notorycznie zmienia imiona. W relacji z matką odgrywa zwykle rolę tej dojrzalszej, bardziej zorganizowanej i poważniejszej.
- Matka Lou – kobieta w wieku ok. 30 lat, samotnie wychowująca córkę. W komiksie jej imię nie jest znane, a w jednym z odcinków serialu animowanego zostaje nazwana Emma. Nosi wielkie okulary, a oczy ma zakryte brązowymi włosami. Wiecznie gra na konsoli, zaniedbując dom i dorywczą pracę oraz próbując napisać powieść o kosmicznej wojowniczce Lisicy; ostatecznie ten zamiar się udaje. Jako nastolatka zakochała się w muzyku rockowym, który porzuca ją, gdy okazuje się, że Emma jest w ciąży. Jako dorosła wiąże się z sąsiadem Ryśkiem, który również ucieka od niej, gdy na świat ma przyjść ich dziecko, chłopiec imieniem Fulgor.
- Mina – czarnoskóra nastolatka, najlepsza przyjaciółka Lou od czasów przedszkola. Ma silny i skłonny do konfrontacji charakter, co prowadzi do częstych kłótni między przyjaciółkami (widoczne szczególnie w serialu animowanym). Żyje z matką robiącą karierę, jej rodzice rozwiedli się w pierwszym tomie.
- Tristan – rówieśnik Lou z sąsiedztwa, nieświadoma niczego niespełniona miłość z pierwszego tomu, pod koniec którego wyprowadza się do innego miasta (inaczej wygląda to w serialu, gdzie nastolatki nawiązują znajomość). Spotykają się ponownie w czwartym tomie, a w piątym Tristan zaprasza Lou na wspólny wyjazd w góry, gdzie nawiązuje się między nimi romantyczna zażyłość. Lubi grać na gitarze i grać w gry wideo z matką Lou.
- Rysiek – pochodzący z prowincji sąsiad Lou, hipster nie rozstający się z baranią kamizelką. Za sprawą spisków dziewczynki on i jej matka nawiązują intymną znajomość, zerwaną po informacji, że będą mieli dziecko.
- Babcia – babcia Lou i matka Emmy. Kobieta pozornie zgorzkniała, swarliwa i wiecznie niezadowolona, w rzeczywistości skrywająca po pozorem zrzędliwości dobre serce i dumna ze swojej córki i wnucząt. Fanka gotowanej brukselki.
- Paweł – starszy od Lou chłopak poznany na wakacjach. Jest bardzo uduchowiony, pisze piosenki i fascynuje się Hawajami. Początkowo wydaje się być obleśnym nerdem, potem zostaje przyjacielem głównej bohaterki.
- Kot – zwierzę domowe nieznanej płci, któremu Lou i Emma kompulsywnie nadają wciąż nowe imiona.

## Tomy
Tomy 1–5 ukazały się po polsku w wydaniach indywidualnych w latach 2007–2010, w 2018 rozpoczęto reedycję w wydaniach zbiorczych: w pierwszym albumie znalazły się oryginalne tomy 1–3, w  drugim tomy 4.,5. i 7. (w kolejności chronologicznej wydarzeń, a nie według wydań oryginalnych). Tomy 6. i 8. zostały zebrane w trzecim albumie zbiorczym wraz z tomem z filmu aktorskiego Lou! w 2019.
| Tom                 | Tytuł i rok wydania polskiego | Tytuł i rok wydania oryginalnego            |
| Seria 1 Lou!        | Seria 1 Lou!                  | Seria 1 Lou!                                |
| ------------------- | ----------------------------- | ------------------------------------------- |
| 1                   | Codziennik (2007)             | Journal infime (2004)                       |
| 2                   | Na końcu świata (2007)        | Mortebouse (2005)                           |
| 3                   | Cmentarzysko autobusów (2008) | Le Cimetière des autobus (2006)             |
| 4                   | Sielanka (2009)               | Idylles (2007)                              |
| 5                   | Laserowy ninja! (2010)        | Laser Ninja! (2009)                         |
| 6                   | Struktura kryształu (2019)    | L'Âge de cristal (2012)                     |
| 7                   | Szałas (2019)                 | La Cabane (2016)                            |
| 8                   | Ahoj, przygodo (2019)         | En route vers de nouvelles aventures (2018) |
| Seria 2 Lou! Sonata |                               |                                             |
| 1                   |                               | Tome 1 (2020)                               |

## Ekranizacje

### Serial animowany
W 2009 miał premierę animowany serial telewizyjny Lou!, będący adaptacją pierwszego tomu. Powstały 52 odcinki po 13 minut, a fabułę rozbudowano na potrzeby serii o nowe wątki i postacie. Serial wyprodukowało GO-N Productions we współpracy M6 Télévision i Disney Channel France, reżyserował Jérôme Mouscadet, projekty postaci stworzył David Gilson, scenariusz napisali Jean-Rémi François i Anna Fregonese. W Polsce emitowała go telewizja Teletoon.

### Film aktorski
8 października 2014 miała premierę pełnometrażowa aktorska adaptacja komiksu zatytułowana Lou! Journal infime. Reżyserował ją Julien Neel, a adaptacją scenariusza zajął się Marc Syrigas. W rolę tytułową wcieliła się Lola Lasseron. Film powstał w koprodukcji francusko-belgijskiej.

## Nagrody
- Prix Jeunesse 9–12 ans na Międzynarodowym Festiwalu Komiksu w Angoulême za tom Codziennik, 2005[6]
- Sélection officielle (nominacja) na Międzynarodowym Festiwalu Komiksu w Angoulême za tom Cmentarzysko autobusów, 2007[7]
- Prix de la Jeunesse na Międzynarodowym Festiwalu Komiksu w Angoulême za tom Laserowy Ninja!, 2010[8]
- Prix Saint-Michel jeunesse za tom Struktura kryształu, 2013[9]